# John Dugan
John Dugan est un acteur américain né le 7 février 1953.  Il est surtout connu pour avoir incarné grand-père Sawyer dans Massacre à la tronçonneuse (1974) et Texas Chainsaw 3D (2013). Il fait également une apparition dans le quatrième épisode de cette série, Massacre à la tronçonneuse : La Nouvelle Génération.

## Biographie
Après avoir joué dans Massacre à la tronçonneuse (1974), John Dugan fait une pause dans sa carrière d'acteur jusqu'aux années 2000, où il recommence à faire des apparitions et à jouer dans des films d'horreur indépendants, produits par Horror Wasteland Pictures International.
Il incarne le Dr Harper dans l'adaptation de la nouvelle Le Croque-mitaine de Stephen King par Bobby Easleys (2014) et dans All Sinners Night (2014). Il joue dans The Hospital (en) et sa suite aux côtés de l'acteur et cascadeur Jim O'Rear. En 2015, il joue dans le biopic Horror Icon : Inside Michael's Mask avec Tony Moran. Dugan joue également dans le drame psychologique Devils Ink (2016), où il incarne un politicien corrompu en plus d'être un père abusif. Il joue également le rôle de l'emblématique Col Talaska dans le film en stop-motion The Devil Dogs of Kilo Company (2016) de Horror Wasteland Pictures WW2, ainsi que celui de Grandpa McCormick dans le film d'horreur-western Belly Timber (2016).

## Filmographie sélective
Sauf indication contraire, les informations mentionnées dans cette section peuvent être confirmées par la base de données cinématographiques IMDb,  présente dans la section « Liens externes ».
- 1974 : Massacre à la tronçonneuse (The Texas Chainsaw Massacre) de Tobe Hooper : grand-père Sawyer
- 1994 : Massacre à la tronçonneuse : La Nouvelle Génération (The Return of the Texas Chainsaw Massacre) de Kim Henkel : policier à l'hôpital
- 2000 : The American Nightmare (en) de Adam Simon : lui-même (documentaire)
- 2013 : Texas Chainsaw 3D de John Luessenhop : grand-père Sawyer
- 2013 : The Hospital (en) de Tommy Golden et Daniel Emery Taylor : l'officier Chapman
- 2017 : Rock, Paper, Scissors (en) de Tom Holland : oncle Charles